# Euwe-ring

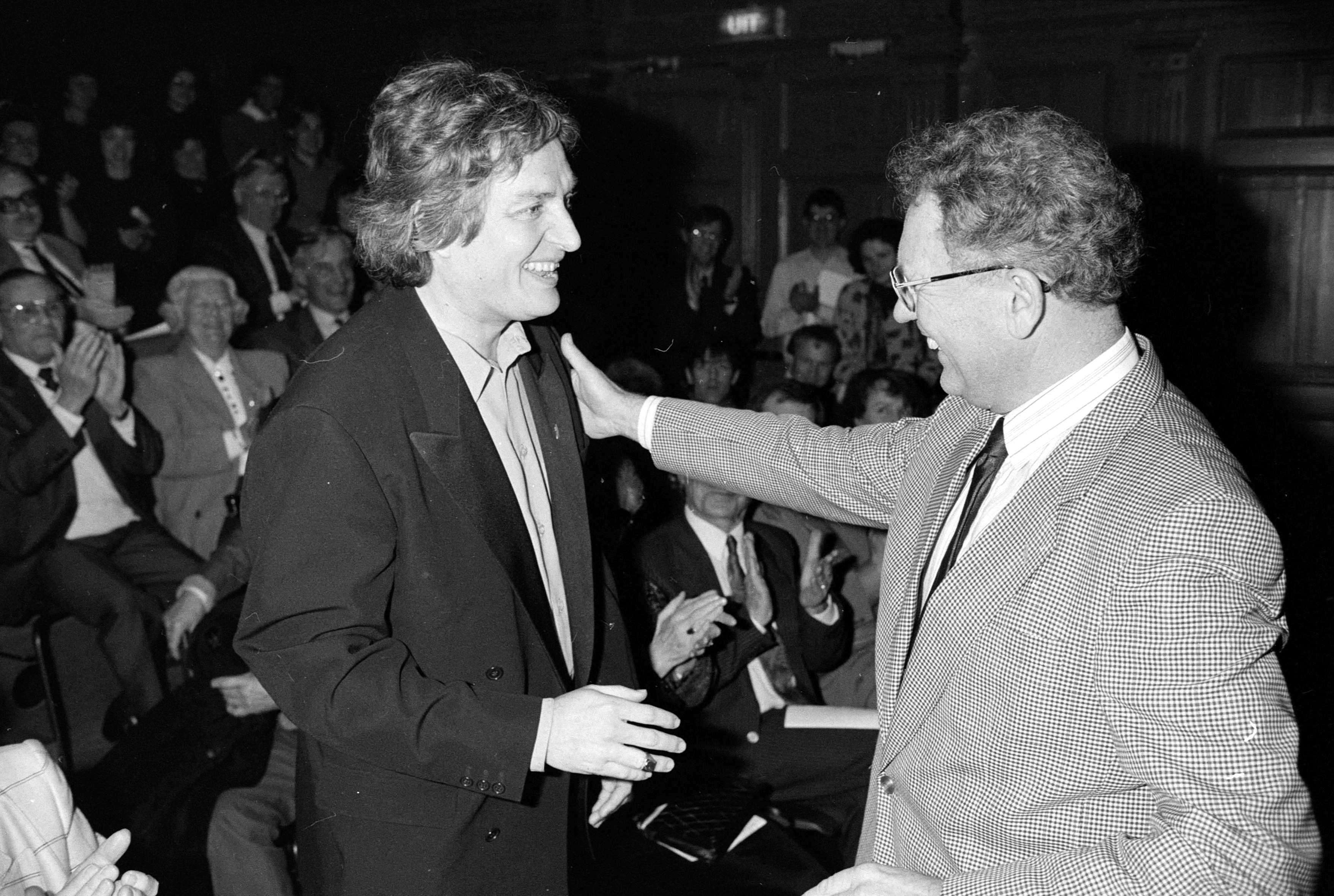
Uitreiking Euwe-ring aan Jan Timman in 1991

De Euwe-ring is een naar Max Euwe vernoemde onderscheiding voor iemand die zich verdienstelijk heeft gemaakt voor het schaken in Nederland.

## Dragers van de ring
Max Euwe kreeg de ring op 5 januari 1977 van de Gasunie voor zijn grote verdiensten voor het schaken in het algemeen en het jeugdschaak in het bijzonder. 
Sindsdien wordt de ring om de circa vijf jaar uitgereikt. Degene die hem draagt, bepaalt de opvolger. De ring is gedragen door: 
- Hans Bouwmeester (4 januari 1983)
- Jan Timman (13 december 1991)
- Hans Böhm (9 november 1996)
- Hans Ree (19 mei 2001)
- Genna Sosonko (7 augustus 2007)
- Cor van Wijgerden (19 december 2012) tijdens het Schaakfestival Groningen
- Eddy Sibbing (30 mei 2018) in Holland Casino[1]
- Zhaoqin Peng (8 november 2023) op het Max Euwe Centrum in Amsterdam[2]